# Für Mord kein Beweis
Für Mord kein Beweis ist ein deutscher Kriminalfilm der DEFA von Konrad Petzold aus dem Jahr 1979. Er beruht auf Motiven des Romans Der Mann, der über Hügel steigt von Rudolf Bartsch.

## Handlung
Herr Zinn will seine Frau Steffi vom Friseur abholen, verpasst sie jedoch. Zu Hause führt das Ehepaar einen so lauten Streit, dass die Nachbarstochter entnervt an die Wand schlägt. Herr Zinn geht in die gegenüberliegende Kneipe des Wirts Zumseil, der ihm auch ein Bett für die Nacht anbietet. Am nächsten Tag findet Zinn seine Frau nicht in der Wohnung vor. Er erleidet einen Zusammenbruch. Rund eine Woche später wird Steffi Zinns unbekleidete Leiche in einem See gefunden. Hauptmann Lohm wird mit der Klärung des Falls betraut.
Alles weist auf Selbstmord hin. Steffi Zinn ertrank, es gibt keine Zeichen von Gewalteinwirkung. Nur die abgebrochenen Fingernägel und ein Baumwollfaden an einem Fingernagel, der von einem Verband stammen könnte, machen die Ermittler stutzig. Die Nachforschungen kommen jedoch ins Stocken. Zinn hatte seine Frau als Flüchtlingskind in Königsberg gefunden und nach Berlin zu dessen Großmutter gebracht. Als diese starb, heiratete Zinn die junge Frau. Freunde oder Verwandte haben beide keine, da der Beruf Zinns – er züchtete Ratten für die Forschung – den Menschen abstoßend erscheint. Zinn beharrt zudem darauf, dass Steffi keine Affäre hatte. Die Leiche wird zur Bestattung freigegeben.
Auf der Beerdigung sieht Lohm in der Ferne einen fremden Mann, der jedoch vor dem nahenden Hauptmann flieht. Zinn wiederum findet in seiner Wohnung den Brief eines gewissen Lorras vor, den er aufsucht. Es wird deutlich, dass sich beide von früher kennen. Zinn heißt in Wirklichkeit Dr. Leibchen und war während des Zweiten Weltkriegs im KZ Dachau mit menschenverachtenden Experimenten betraut. Lorras war sein Angestellter. Die Erfahrungen der Jahre haben Lorras gebrochen, er hat eine panische Angst vor Wasser und glaubt, an jedem Mord, der geschieht, selbst Anteil zu haben. Er hatte Steffi vor einiger Zeit auf die Machenschaften ihres Mannes hingewiesen, doch Zinn hatte dies ihr gegenüber stets abgestritten.
Wenig später wird Lorras tot aufgefunden. Er wurde mit Blausäure vergiftet. Beim Toten findet Lohm das Geständnis, dass Lorras Steffi Zinn umgebracht habe. Auch die bisher vermisste Kleidung der Toten findet sich in Lorras’ Keller. Der Fall scheint gelöst, doch fehlt Lohm das Motiv. Dass Zinn Lorras nicht kannte, wird durch den Wirt Zumseil als Falschaussage entlarvt. Lorras war in seiner Kneipe, als er Steffi Zinn angesprochen und Zinn durch sie hat grüßen lassen. Auch ließ er den Namen „Dr. Leibchen“ fallen. In Lorras’ Wohnung finden sich Feldpostbriefe, in denen sich Lorras unter anderem über seinen kaltherzigen und unmenschlichen Vorgesetzten beklagt. Lohm findet zudem Zinns Akte, die seine Machenschaften während des Krieges dokumentiert. Zinn wird wegen seiner Kriegsverbrechen verhaftet.
Lohm geht immer noch davon aus, dass Zinn Lorras zum Mord an Steffi anstiftete. Erst ein ärztlicher Befund klärt, dass Lorras wegen seiner panischen Angst vor Wasser nie einen Ertränkungsmord hätte begehen können. Zinns Mitarbeiterin Frau Zoll gibt den letzten Hinweis. Zinn habe sich am Vortag des Ehestreits wegen eines Rattenbisses den Arm verbinden müssen. Die Aussage der Nachbarstochter und ihres Freundes, dass bei besagtem Streit neben Steffi Zinn zwei Männerstimmen zu hören gewesen seien – der Streitende und eine weitere, die wegen des empörten Klopfens an die Wand den Streit verteidigt hätte – macht Lohm klar, dass Zinn den Streit per Tonband ablaufen ließ und Steffi zu dem Zeitpunkt bereits tot war. Als er Zinn auch des Mordes an seiner Frau überführt, ist dieser überrascht, da er wegen seiner anderen Verbrechen doch sowieso schon die Höchststrafe erhalten werde.

## Produktion
Für Mord kein Beweis wurde in Berlin gedreht. Der Film erlebte am 19. April 1979 im Berliner Kosmos seine Premiere.

## Kritik
Die zeitgenössische Kritik befand, dass der Film im Gegensatz zum zugrundeliegenden Buch weder ein Kriminalistenporträt sei, noch „einen Kriminalfall mit politischem Hintergrund [erzähle]. Diese Inkonsequenz dürfte die entscheidende Ursache des Mißlingens sein, denn dem Stoff wohnen durchaus Voraussetzungen für einen guten, engagierten Kriminalfall inne.“
Das Lexikon des internationalen Films nannte Für Mord kein Beweis einen „Kriminalfilm, der sich um Differenzierungen innerhalb des Klischees bemüht, seine politische Brisanz aber nur ungenügend entfaltet. Dennoch annehmbare, spannende Unterhaltung.“